# Bouteloua chondrosioides
Bouteloua chondrosioides är en gräsart som först beskrevs av Carl Sigismund Kunth, och fick sitt nu gällande namn av George Bentham och Sereno Watson. Bouteloua chondrosioides ingår i släktet Bouteloua och familjen gräs. Inga underarter finns listade i Catalogue of Life.